# 푸세니 디아바테
푸세니 디아바테(프랑스어: Fousseni Diabaté, 1995년 10월 18일 ~ )는 스위스의 로잔 스포르에서 공격형 미드필더 또는 공격수로 활약하고 있는 말리의 축구 선수이다. 프랑스에서 태어난 그는 말리 국가대표팀에서 뛰고 있다.

## 구단 경력
디아바테는 프랑스 오베르빌리에에서 태어났다. 그는 쫓겨나기 전까지 7년 동안 스타드 렌의 유소년 아카데미에 있었고, 그 후 스타드 드 랭스에 합류했다. 그는 2017년 6월 20일 가젤레크 아작시오에 합류하기 전까지 EA 갱강의 예비 선수로 활약했다. 그는 2017년 7월 28일, 1-1로 비긴 발렌시아 FC와의 리그 2 경기에서 가젤레크 아작시오에서 프로 데뷔 전을 치렀고, 팀의 유일한 골을 도왔다.
2018년 1월 13일 디아바테는 공개되지 않은 이적료로 레스터 시티로 이적했다. 2주 후, 그는 피터버러 유나이티드와의 FA컵 4라운드 경기에서 레스터 시티 데뷔 전을 치렀고 5-1 승리에서 두 골을 넣었다.
2019년 1월, 그는 시바스스포르로 임대 이적했다.
2020년 9월 25일, 디아바테는 트라브존스포르와 영구 계약을 체결하였다.
2022년 7월 7일, 디아바테는 세르비아의 파르티잔으로부터 18번 유니폼을 받으며 3년 계약을 맺었다고 발표했다. 디아바테는 7월 23일, 0-0으로 비긴 TSC와의 경기에서 데뷔 전을 치렀고, 57분에 니콜라 테르지치와 교체되어 경기에 출전했다. 8월 11일, 디아바테는 2-2로 비긴 AEK 라르나카와의 UEFA 유로파리그 3차 예선 경기에서 두 번째 경기를 치렀다. 그는 리카르도 고메스에게 2도움을 주었고, 디아바테는 4-1로 이긴 함룬 스파르탄스와의 UEFA 유로파컨퍼런스리그 플레이오프 경기에서 선제골을 넣었다.
조별 리그에서 디아바테는 6경기에 모두 출전해 4골을 넣었다. 디아바테는 나프레다크와의 원정 경기에서 수페르리가 데뷔골을 터뜨렸다. 디아바테가 갑작스러운 시도를 했는데, 골문으로 향하던 데얀 케르케즈에게 공이 걸려 무기력한 니콜라 페트리치를 앞질렀다.
2023년 9월 7일, 디아바테는 스위스의 로잔 스포르와 2년 계약을 맺었다.

## 국가대표팀 경력
디아바테는 2015년 FIFA U-20 월드컵에서 말리 U-20 국가대표팀로 출전하여 세르비아 U-20 국가대표팀에 2-0으로 패했다. 그는 또한 2016년 툴롱 토너먼트에서 말리 U-23 국가대표팀으로 출전했다.